# 2016 LY48
2016 LY48 es un asteroide Apolo y un objeto próximo a la Tierra (NEO) con un diámetro estimado entre 74 y 170 metros. El cuerpo pasará a una distancia nominal de 1.926.153 km (0,012 UA) de la Tierra, el 16 de septiembre de 2023, a las 08:30 UTC.

## Datos de aproximación más cercana
| Fecha/Hora (UTC)                | Distancia mínima a la Tierra | Distancia mínima a la Tierra | Distancia máxima a la Tierra | Distancia máxima a la Tierra | Velocidad relativa (km/s) |
| Fecha/Hora (UTC)                | km                           | UA                           | km                           | UA                           | Velocidad relativa (km/s) |
| ------------------------------- | ---------------------------- | ---------------------------- | ---------------------------- | ---------------------------- | ------------------------- |
| 16 de septiembre de 2023, 08:30 | 1.926.037                    | 0,01287                      | 1.926.269                    | 0,01288                      | 10.83                     |

No hay riesgo de un impacto en la Tierra durante el acercamiento a la Tierra en septiembre de 2023.

## Próximos acercamientos a la Tierra
| Fecha/Hora (UTC)                        | Distancia mínima a la Tierra | Distancia mínima a la Tierra | Distancia máxima a la Tierra | Distancia máxima a la Tierra | Velocidad relativa (km/s) |
| Fecha/Hora (UTC)                        | km                           | UA                           | km                           | UA                           | Velocidad relativa (km/s) |
| --------------------------------------- | ---------------------------- | ---------------------------- | ---------------------------- | ---------------------------- | ------------------------- |
| 25 de septiembre de 2030, 16:16 ± 00:03 | 8.440.115                    | 0,05642                      | 8.445.268                    | 0,05645                      | 12.63                     |
| 10 de octubre de 2037, 12:51 ± 00:01    | 35.558.709                   | 0,23770                      | 35.562.555                   | 0,23772                      | 18.16                     |
| 5 de junio de 2090, 09:38 ± 00:04       | 59.176.161                   | 0,39557                      | 59.188.932                   | 0,39565                      | 22.45                     |
| 19 de junio de 2097, 10:02 ± 00:05      | 27.130.426                   | 0,18136                      | 27.143.467                   | 0,18144                      | 15.90                     |
| 28 de julio de 2104, 04:49 ± 00:16      | 10.467.650                   | 0,06997                      | 10.469.663                   | 0,06999                      | 9.63                      |